# Martinus van Marum
Martinus van Marum (Delft, 20 de març de 1750 – Haarlem, 26 de desembre de 1837) fou un científic holandès que va treballar en diferents camps, entre els quals la medicina, la botànica, la geologia, la química i la paleontologia; les seves majors aportacions, però, van ser a la física, i en particular a l'electricitat. És conegut per haver desenvolupat el gran generador electroestàtic que porta el seu nom, encara exposat al Museu Teyler, del qual en va ser director. Mogut per les influències de la Il·lustració i els esdeveniments de la Revolució Francesa, va realitzar una gran quantitat d'experiments amb aquest generador, i fins i tot va descobrir l'ozó en generar espurnes elèctriques a l'aire. Martinus van Marum posseïa un vast jardí botànic particular amb multitud de plantes exòtiques i va contribuir a estendre la nova química d'Antoine Laurent Lavoisier més enllà dels països francòfons.
Va ser membre d'un total de 37 societats científiques i va mantenir correspondència amb els homes més influents de la seva època, com Benjamin Franklin, Henry Cavendish, Johann Wolfgang von Goethe, Antoine Laurent Lavoisier, Carl von Linné, John Dalton, Charles Hutton, Luigi Galvani o Alessandro Volta, entre d'altres. És considerat una figura clau de la ciència neerlandesa.

## Biografia
El seu pare, Petrus van Marum, enginyer civil natural de Groningen, es va traslladar el 1744 a Delft on va contreure matrimoni amb Cornelia van Oudheusden, on nasqué Martinus van Marum. Martinus hi va rebre l'educació primària, però el 1764 ell i la seva família van haver de traslladar-se a Groningen després que el seu pare vengués el negoci. Aquell mateix any Martinus va entrar a la Universitat de Groningen, on es va graduar en medicina i filosofia natural. Un dels professors que més li va influir va ser Petrus Camper, que li va depertar l'interés per la botànica i en particular per la fisiologia vegetal. El 7 d'agost de 1773 va obtenir un doctorat per les seves contribucions a l'estudi de la circulació de la saba de les plantes i el dia 21 del mateix mes, un altre en medicina pels seus estudis comparatius en fisiologia animal i vegetal.
Després d'això se li va prometre que aconseguiria una càtedra de botànica a la Universitat de Groningen, però finalment no li va ser atorgat, cosa que el va allunyar temporalment d'aquest camp. Aquest va ser el motiu principal que comencés a estudiar l'electricitat, dissenyant una màquina electroestàtica juntament amb Gerhard Kuyper, de la qual el 1776 va publicar una primera descripció; aquest any va publicar en neerlandés Verhandeling over het electrizeeren ('Tractat d'electrificació').
El 1776 es va mudar a Haarlem, ja que va assegurar que les persones d'aquesta ciutat tenien «més gust per les ciències que en qualsevol altra part dels Països Baixos». A Haarlem va practicar medicina fins al 1780, on també va donar classes de filosofia i matemàtiques a casa seva. El 1776 va ser nomenat membre de la Societat Holandesa de les Ciències (Hollandsche Maatschappij der Wetenschappen) i a partir del 21 de maig de 1777 va presidir el gabinet d'història natural d'aquesta societat. El 1779 se li va confiar la cura de Teylers Tweede Genootschap, destinada a les ciències, deixada per Pieter Teyler van der Hulst, que va deixar sota la seva direcció la Fundació Teyler.
L'11 de febrer de 1781 va contreure matrimoni amb Joanna Bosch, filla de l'impressor dels actes (Verhandelingen) de la societat. Joanna provenia d'una família adinerada —la seva riquesa era més de deu vegades superior a la de Martinus. Van poder comprar així un terreny on el 1783 van començar a conrear tota mena de plantes i que li va acabar reportant certa fama. No van tenir descendència.
El 1783 va ingressar com a membre en l'Acadèmia Francesa de les Ciències i el 1784 va acceptar un càrrec per dirigir el Gabinet i Biblioteca de Ciències Físiques i Naturals de Teyler (Teyler's Physische & Naturalien Kabinet en Bibliotheek) del Museu Teyler acabat d'estrenar, en dedicació al comerciant Pieter Teyler van der Hulst. El 19 de maig de 1794 va ser nomenat secretari de la Societat Holandesa de les Ciències, càrrec que ocupà durant els cinc primers anys sense cap remuneració a causa de les dificultats econòmiques per les quals travessava la societat. El 19 d'abril de 1798 va ser acceptat com a membre de la Royal Society després de diversos anys d'insistència. També va ser professor de la Universitat de Haarlem.
El 4 de maig de 1808 Louis Bonaparte va fundar el Koninklijk Instituut van Wetenschappen, Letterkunde en Schoone Kunsten (Reial Institut de Ciència, Literatura i Belles Arts). El rei li va demanar a Van Marum, juntament amb altres, redactar la constitució per a la institució científica. Des de la fundació i fins al 1836, Van Marum va ser un dels membres més actius. El 1814 el nou rei Guillem I dels Països Baixos el va designar a una comissió per reestructurar l'educació universitària i el 1821, a una altra encarregada d'estudiar les possibilitats de controlar activament els rius del país.
Va realitzar nombrosos viatges arreu d'Europa amb objectius científics diversos. A causa de problemes polítics a partir de 1802 no va poder continuar viatjant, però va continuar desplaçant-se pels Països Baixos i Bèlgica gairebé anualment, fins i tot poc abans de la seva mort, el 26 de desembre de 1837, després de quatre dies de malaltia. Va rebre els honors de les autoritats franceses i neerlandeses. A causa de la prohibició dels enterraments a les esglésies que va entrar en vigor a partir de 1825, no va poder ser enterrat al costat de la seva esposa, que havia mort el 1821. En canvi, va ser enterrat el 2 de gener de 1838 al cementiri d'Overveen, molt a prop de Haarlem. Després que el cementiri tanqués les portes el 1917, la seva làpida va ser adquirida per la Societat Holandesa de les Ciències, la qual roman actualment al seu jardí.

## Generador electroestàtic de Van Marum

### Construcció i descripció

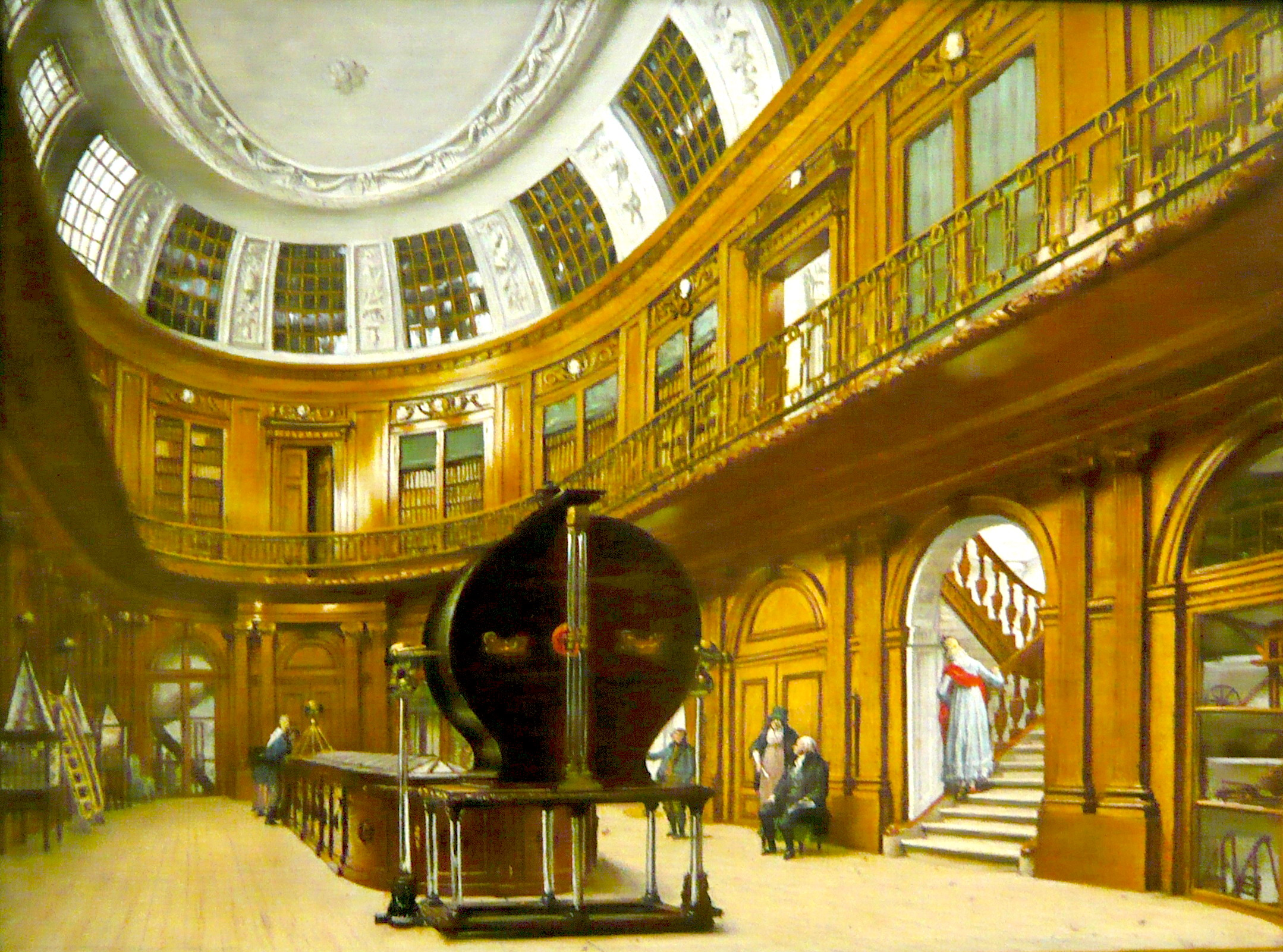
La Sala Ovalada del Museu Teyler (Haarlem), el museu més antic dels Països Baixos (Wybrand Hendriks, ca. 1800). En primer pla destaca la màquina de Van Marum.

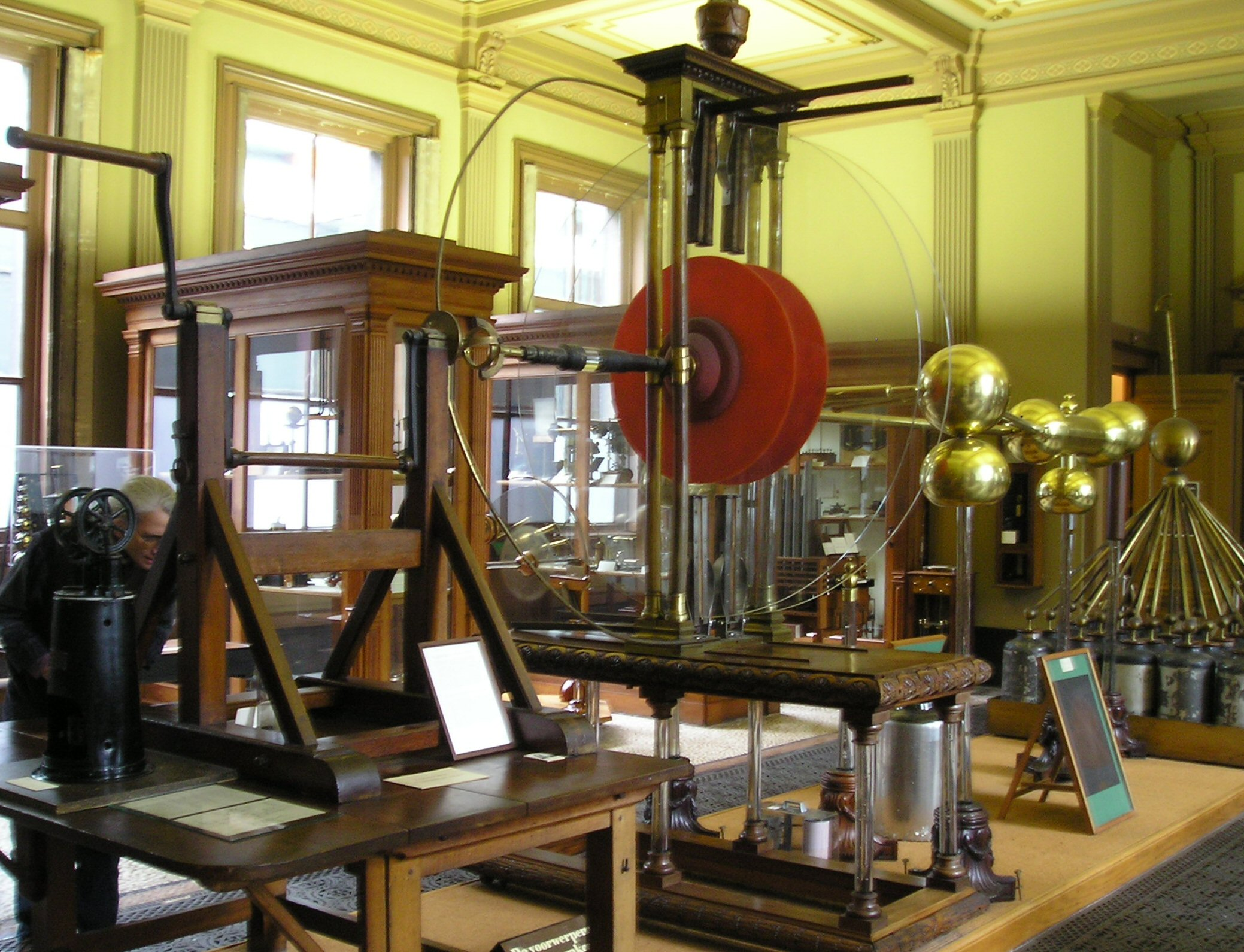
Generador electroestàtic de Van Marum, exposat al Museu Teyler, que fou, fins a la creació dels generadors de Van de Graaff, la màquina electroestàtica més gran del món, a més de ser l'aparell científic més car de la seva època

El 1776 Martinus ja va dissenyar i publicar una breu descripció sobre la seva gran màquina electroestàtica (en neerlandès, electriseermachine). Tanmateix, no va ser fins al 1783, després de ser nomenat director del Gabinet de Ciències Físiques i Naturals del Museu Teyler, quan va promoure'n la construcció, argumentant que una màquina grossa tindria una enorme potència elèctrica i conduiria ràpidament a nous descobriments en el camp de l'electricitat.
Van Marum va encarregar la construcció de la màquina al reputat fabricant d'instruments anglès John Cuthbertson, que va començar l'encàrrec a Amsterdam el 1784 sota la constant supervisió del científic neerlandès.
La màquina està constituïda per dos discos de vidre d'1,65 cm de diàmetre cada un, situats un davant de l'altre en el mateix eix horitzontal i separats una distància de 19 cm. Vuit coixins de 39,4 cm cada una s'encarreguen d'excitar la part superior i inferior dels discos, a ambdós costats. El gran conductor principal, compost per diverses peces, recolza en tres potes de vidre d'1,44 m. d'alt cadascuna. Per posar en funcionament la màquina dues persones havien de girar una manovella, la qual feia girar els discos, encara que per a experiments més llargs s'havia habilitat una segona manovella, que s'havien d'encarregar de fer-la funcionar quatre persones.
Normalment la màquina produïa espurnes de 50 cm, encara que a vegades la longitud sobrepassava els 60 cm, cosa que podia produir tensions de més de 350.000 V. El generador podia connectar-se a una gran bateria formada per 225 ampolles de Leiden, amb una capacitat total d'1,125 µF.

### Primers experiments
Tot just construir-se la màquina, Van Marum va realitzar alguns experiments senzills amb l'objectiu de determinar la seva potència. Per dur-los a terme només va utilitzar el conductor del generador, ja que encara no havia rebut la gran bateria d'Ampolles de Leiden, sense les quals no es podia aprofitar tot el potencial de la màquina. No obstant això, els resultats van ser satisfactoris i el 1785 va publicar un article on resumeix aquests primers experiments.
Entre les experiències realitzades s'inclouen descàrregues elèctriques sobre superfícies aïllants que generaven enormes espurnes; cables conductors connectats a terra que s'il·luminaven completament amb cada descàrrega elèctrica; efectes de corona no desitjats que, perquè no s'originessin, va descobrir que havia d'augmentar el diàmetre dels cables; o la fusió dels metalls sense necessitat de cap bateria. També va realitzar alguns experiments perillosos per a la seva pròpia integritat física, en els quals ell mateix rebia una forta descàrrega per tal d'esbrinar la distància màxima en la qual podia rebre-les —va resultar ser de gairebé 4 metres. En una ocasió va causar el curtcircuit d'un condensador elèctric amb el seu propi cos, sofrint una intensitat de corrent d'uns 20 amperes; un temps d'exposició més elevat podria haver-lo matat.

### Altres
La seva potència va ser aprofitada per altres científics, entre els quals es trobaven el metge Johann Deimann i el mercant Adriaan Paets Van Troostwyk. Van Marum també va realitzar nous experiments, a partir d'idees d'altres, com els que li suggeria Alessandro Volta. Al Museu Teyler encara es pot visitar la màquina, que s'hiexposa des del 1784.
Va publicar els resultats dels seus experiments en tres volums: el de 1785, 1787 i 1795.

## Revolució química

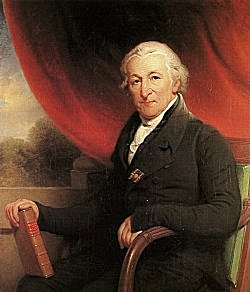
Martinus van Marum el 1826.

En l'època de Van Marum s'acceptava com a vàlida la teoria del flogist, avui descartada. Al principi el mateix Van Marum va ser defensor d'aquesta teoria i fins i tot va escriure dos tractats sobre ella, un el 1778 i un altre el 1783. Alguns dels primers experiments que va dur a terme amb la màquina electroestàtica el 1785 van ser ideats a partir d'aquesta teoria. En contraposició, Antoine Laurent Lavoisier s'oposà al flogist i desenvolupà una explicació conceptual alternativa per als processos de combustió, en els quals entraria en joc el que ell anomenava el «principi oxígena» (en francès, principe oxygène).
Van Marum es va reunir amb Lavoisier durant la seva visita a París el 1785 i com a conseqüència va canviar completament la seva percepció respecte a l'assumpte. Des de llavors, i després de realitzar alguns experiments concloents amb la seva màquina electroestàtica, va rebutjar la teoria del flogist i va difondre la del científic francès, presentant-la fins i tot durant les seves classes a la universitat. A una carta a Lavoisier el 1787, Van Marum va escriure:
| «                                                                      | He acceptat gairebé completament la teva teoria, rebutjant el flogist, el qual considero actualment com una hipòtesi insuficient i inservible | » |
| — Fragment d'una carta de Van Marum a Lavoisier. 26 de febrer de 1787. | |   |

Aquell mateix any va publicar Schets der Leere van Mr. Lavoisier («Resum dels ensenyaments de Lavoisier») que es tracta del primer esbós de la teoria, ja que el mateix Lavoisier no publicaria la seva pròpia visió fins al 1789. El document va ser escrit en neerlandès i traduït a l'alemany per arribar als químics no habituats a llegir en francès, cosa que va permetre que tingués una àmplia difusió fora de França. Al document, Van Marum se centrà en els aspectes instrumentals i experimentals de la nova química i obvià la nova nomenclatura, les noves teories, els nous experiments i els nous instruments. De fet, ni tan sols utilitzà la nova nomenclatura proposada per Lavoisier. Van Marum reconegué punts dèbils i fenòmens de dubtosa explicació en les idees de Lavoisier i no percebia que el model del científic francès pogués destruir les idees anteriors.
Martinus van Marum i Henry Cavendish van ser els dos primers científics fora de l'àmbit francès en rebutjar les idees de la vella química del flogist, encara que el nombre de científics posicionats en contra la teoria del flogist aniria augmentant ràpidament els anys posteriors.
El treball de Van Marum va ser escrit originalment en neerlandès i poc després traduït a l'alemany. Va ajudar a difondre les idees de Lavoisier no només entre els químics de fora l'hàbit francòfon, sinó també entre el públic no habituat als debats científics. No obstant això, Van Marum es va centrar als seus escrits sobretot en aspectes experimentals i instrumentals i no tant en les qüestions teòriques i de nomenclatura, lloc on Lavoisier va posar èmfasi. De fet, probablement no la veia com una teoria que anés a substituir l'anterior, ja que hi reconeixia nombrosos errors i escletxes. Entre 1792 i 1797 va oferir un cicle anual de conferències per difondre la nova química, basant-se el primer any en l'obra Traité élémentaire de chimie de Lavoisier i, posteriorment, en el llibre d'Antoine François de Fourcroy.

## Descobriment de l'ozó
El 1785 va sotmetre alguns gasos a intenses descàrregues elèctriques generades amb la màquina electroestàtica. Entre ells va experimentar amb oxigen pur, el volum del qual es va reduir un 5% després de 15 minuts d'exposició, i amb aire atmosfèric, que es va reduir un 1,5% després de 30 minuts. Com que el volum dels gasos sempre es reduïa, va deduir que durant les descàrregues elèctriques tenien lloc reaccions químiques. Després d'aquells experiments va percebre una olor característica, única i punxant, al voltant del generador; Van Marum se'n va referir com «l'olor de la matèria elèctrica». Aquesta olor era producte de la formació d'ozó, i va ser el primer a descriure-ho científicament
No obstant això, el terme ozó va ser encunyat posteriorment per Christian Friedrich Schönbein el 1840, qui després de repetir els experiments de Van Marum en va descriure per primera vegada les principals propietats químiques.

## Geologia
Van Marum va manifestar un gran interès per la geologia al llarg de la seva vida. Sempre intentava adquirir els fòssils i minerals que oferien a les subhastes públiques a les quals assistia durant els seus viatges. Alguns dels fòssils més importants aconseguits van ser Andrias scheuchzeri (descrit per Johann Jakob Scheuchzer i conegut inicialment com a Homo diluvii testis); el cap d'un mosasaure que va aconseguir per uns mil florins neerlandesos el 1784, quan es'estava al Sint-Pietersberg (Maastricht) o un dels fòssils falsos de Johann Beringer. Gran part dels fòssils que va adquirir durant la dècada del 1780 la va donar al Museu Teyler. Va criticar les obres sobre de l'explicació dels processos geològics, com Telluris Theoria Sacra (1681), un text de Thomas Burnet, sobre el qual va opinar que «explica un miracle introduint-ne un altre i, per tant, no explica res en absolut!».
Durant bona part de la dècada del 1790, les dificultats econòmiques van impedir Van Marum finaçar els seus experiments amb la màquina electroestàtica i va decidir centrar-se durant diversos anys en la geologia. Entre 1796 i 1798 va donar algunes conferències sobre aquesta temàtica en general, i en particular sobre vulcanologia, fòssils i paleontologia. El 1798 va visitar a Weissenstein una exposició de lignit i basalt. Hi va observar el lignit cobert per una capa d'argila i pumicita, revestit al seu torn per basalt bretxat, el qual Van Marum va demoninar «lava sorrenca». D'allà va anar a Meißen, on va visitar les mines de carbó, conegudes en aquell moment pels seus incendis, els orígens dels quals romanien sense una explicació científica satisfactòria. Entre 1799 i 1801 va dirigir diverses investigacions sobre l'escorça terrestre primitiva i el tipus de roques que componen l'escorça actual. El 1802 va viatjar a París amb l'objectiu d'adquirir un exemplar de la col·lecció de 500 models de vidres de René Just Haüy.
Van Marum va explicar la formació de les columnes basàltiques per mitjà de la contracció ocorreguda en refredar-se la lava, en lloc d'interpretar-les com grans vidres que precipiten des d'una solució aquosa, explicació acceptada en l'època. Probablement va ser influït per Barthélemy Faujas de Saint-Fond, car a les conferències donades entre els anys 1796 i 1797 Van Marum va citar sovint la seva obra mestra Recherches sur les volcans éteints du Velay et du Vivarais, escrita el 1778, on el geòleg francès arriba a la mateixa conclusió sobre la formació de columnes basàltiques.

## Altres activitats
La màquina electroestàtica podia descarregar-se a través de cables. El científic va provar de realitzar el procés amb cables de diferents materials, determinant així la idoneïtat dels mateixos per conduir l'electricitat. També va contribuir a la protecció dels molins de vent contra els llamps.
Amb el descobriment d'Alessandro Volta de la cel·la galvànica el 1800, el pensament generalitzat era el de creure que existien dos tipus d'electricitat: l'electroestàtica i la galvànica. Tanmateix, Van Marum defensà que en realitat es tractava del mateix fenomen.
El 1785 va investigar amb la màquina electroestàtica i diverses persones si l'electricitat modificava d'alguna manera el ritme cardíac, amb resultats negatius. El 1793 va experimentar amb persones ofegades, intentant reviure-les mitjançant l'eliminació de l'aigua dels seus pulmons, l'administració d'oxigen extra i donant-los banys en aigua calenta de tal de mantenir la seva temperatura corporal dins dels límits vitals. També va investigar l'ús de banys de vapor per als pacients de còlera.
A partir de 1802 el seu interès es va centrar sobretot per la botànica i es va especialitzar en plantes sud-africanes.
De la part del director del Museu Nacional d'Història Natural de França, Van Marum va rebre dàlies del Jardí de les Plantes de París, seu del Museu. El 1810 tenia més de 3.000 espècies de plantes originàries de tots els continents i quatre tipus de dàlies.
En química, va liquar amoníac a una pressió de 3 bars, encara que no va concloure que tots els gasos es podien liquar a una certa pressió. El 1797 va inventar un vehicle de bombers i l'any següent va dirigir un estudi sobre ventilació i aire condicionat en vaixells. El 1822 va repetir els experiments electromagnètics d'Ørsted i en va publicar els resultats.